# Hecken-Kälberkropf
Der Hecken-Kälberkropf (Chaerophyllum temulum), auch Taumel-Kälberkropf, Taumel-Kerbel oder Betäubender Kälberkropf genannt, ist eine Pflanzenart aus der Gattung Kälberkröpfe  (Chaerophyllum) innerhalb der Familie der Doldengewächse (Apiaceae).

## Beschreibung

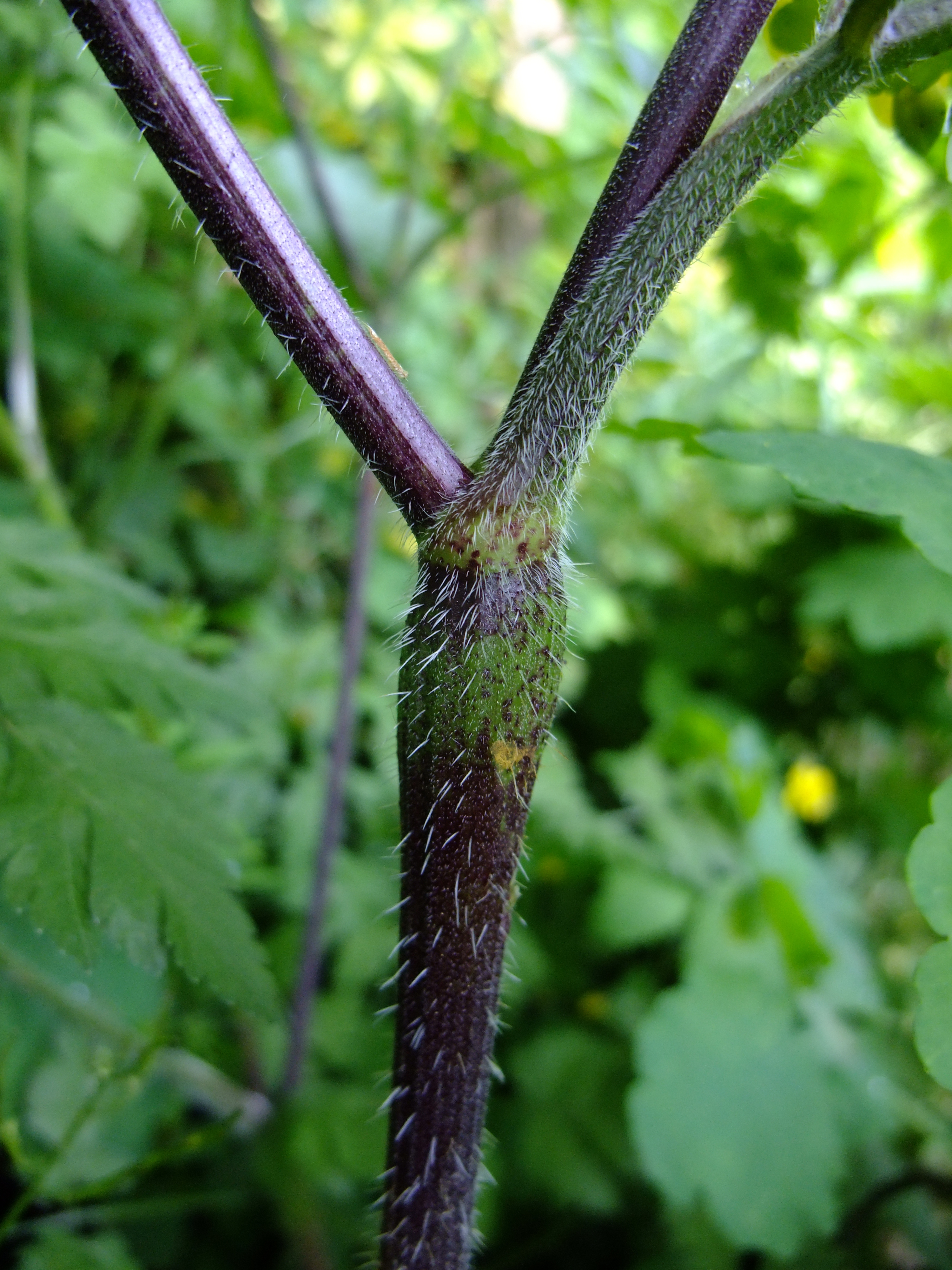
Keulenförmige Verdickung an der Verzweigung und Indument

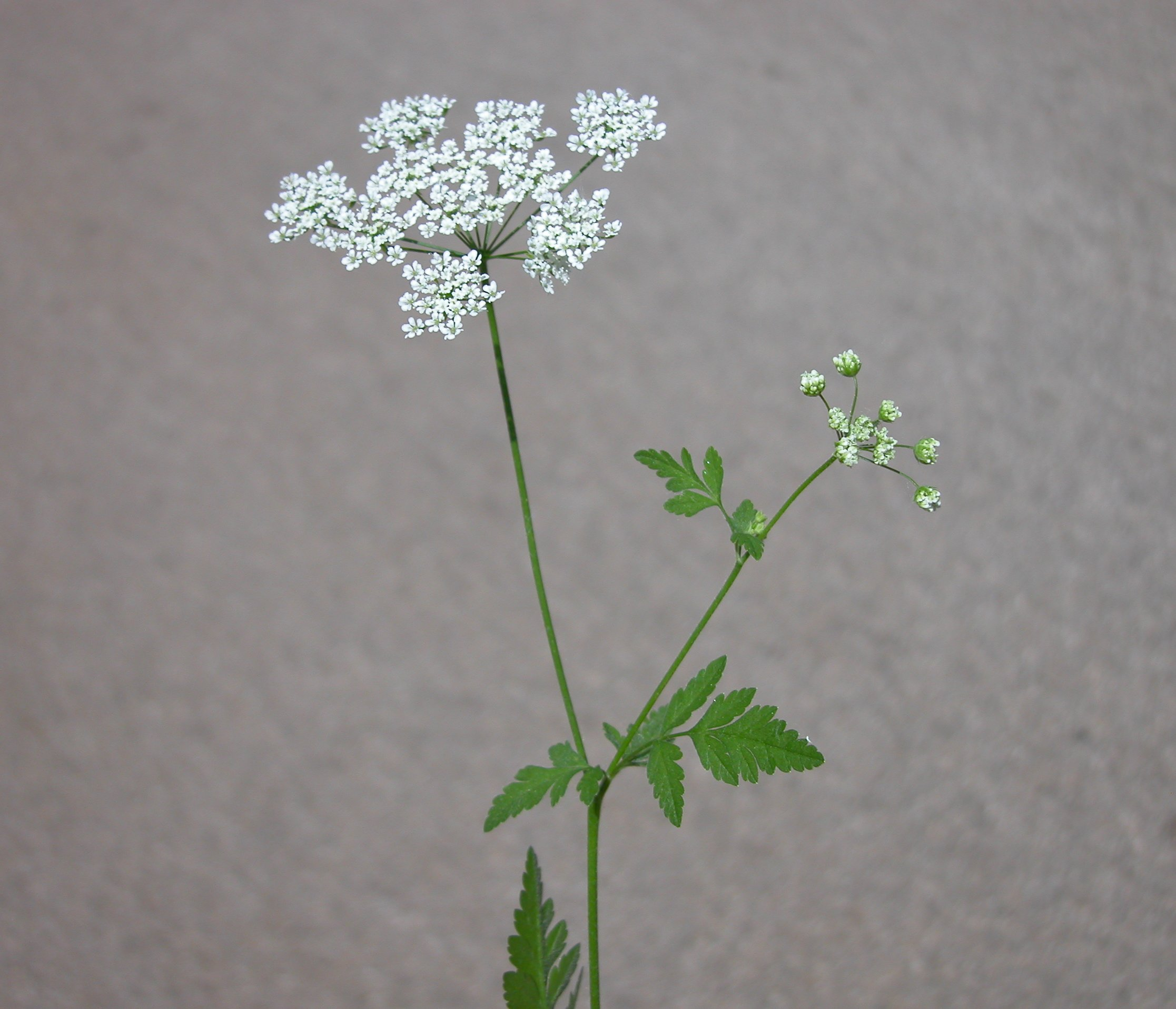
Doppeldoldiger Blütenstand

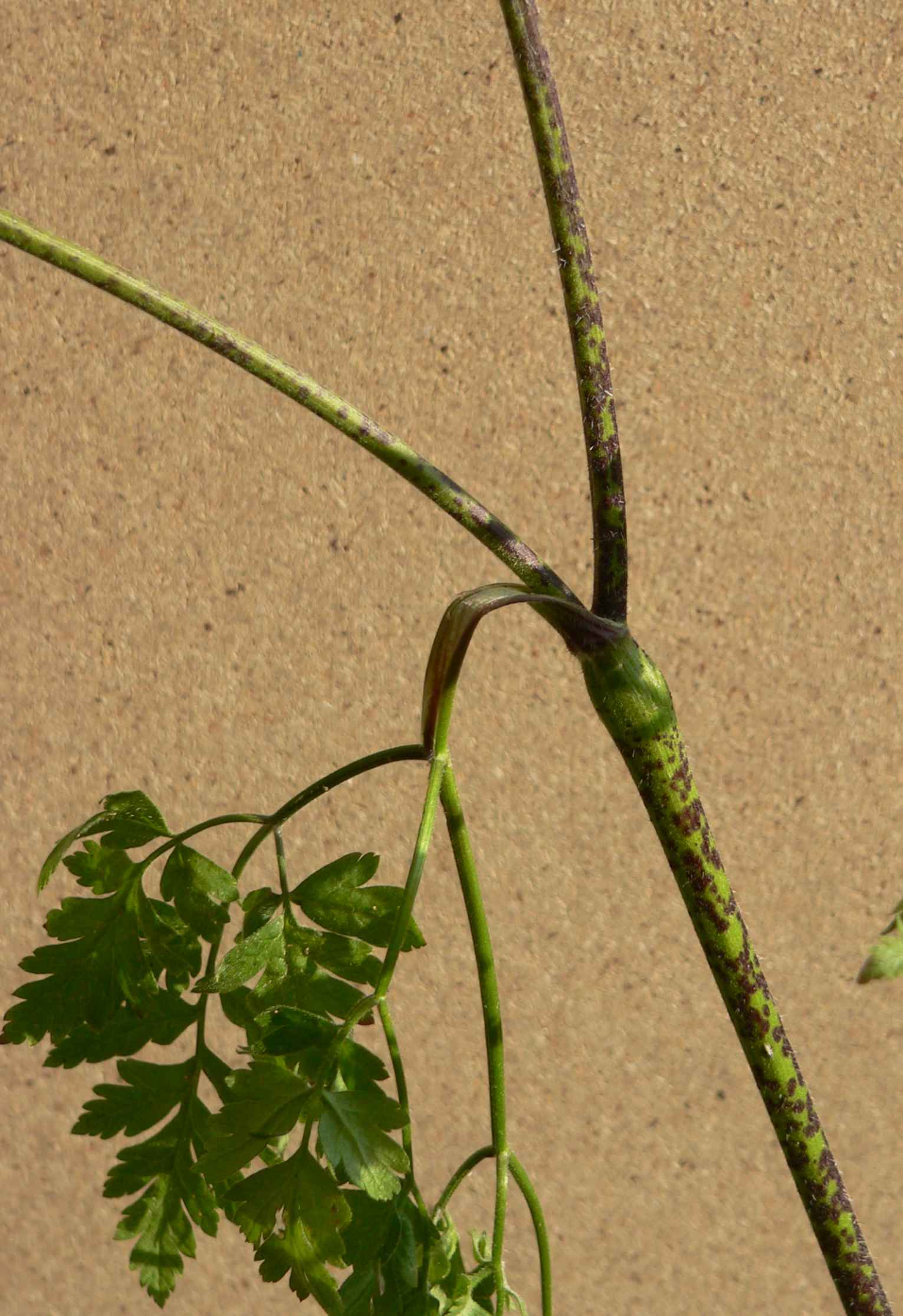
Stängel, deutlich zu erkennen der „Kälberkropf“ und die rötlichen Flecken.

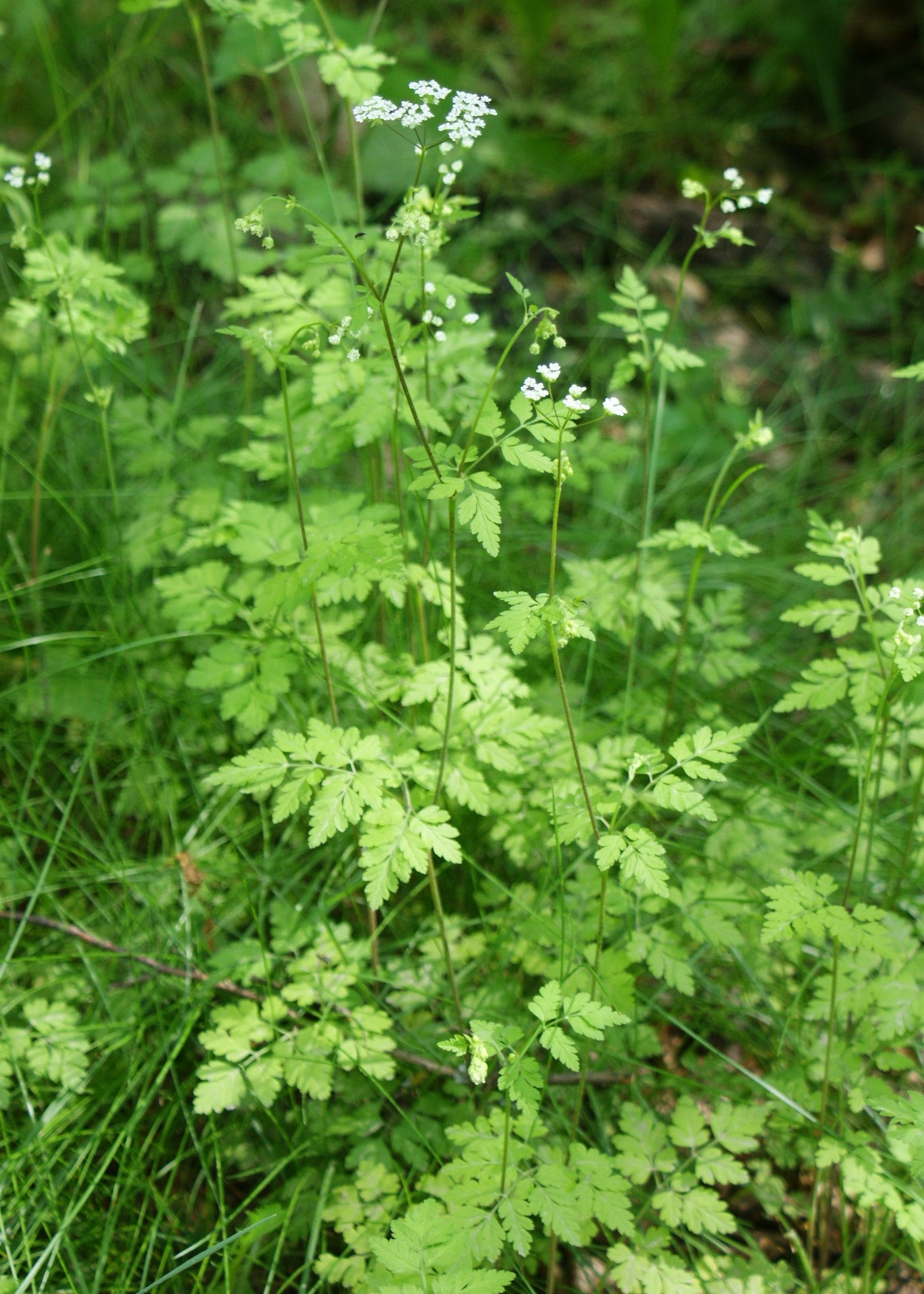
Habitus, Laubblätter und Blütenstände

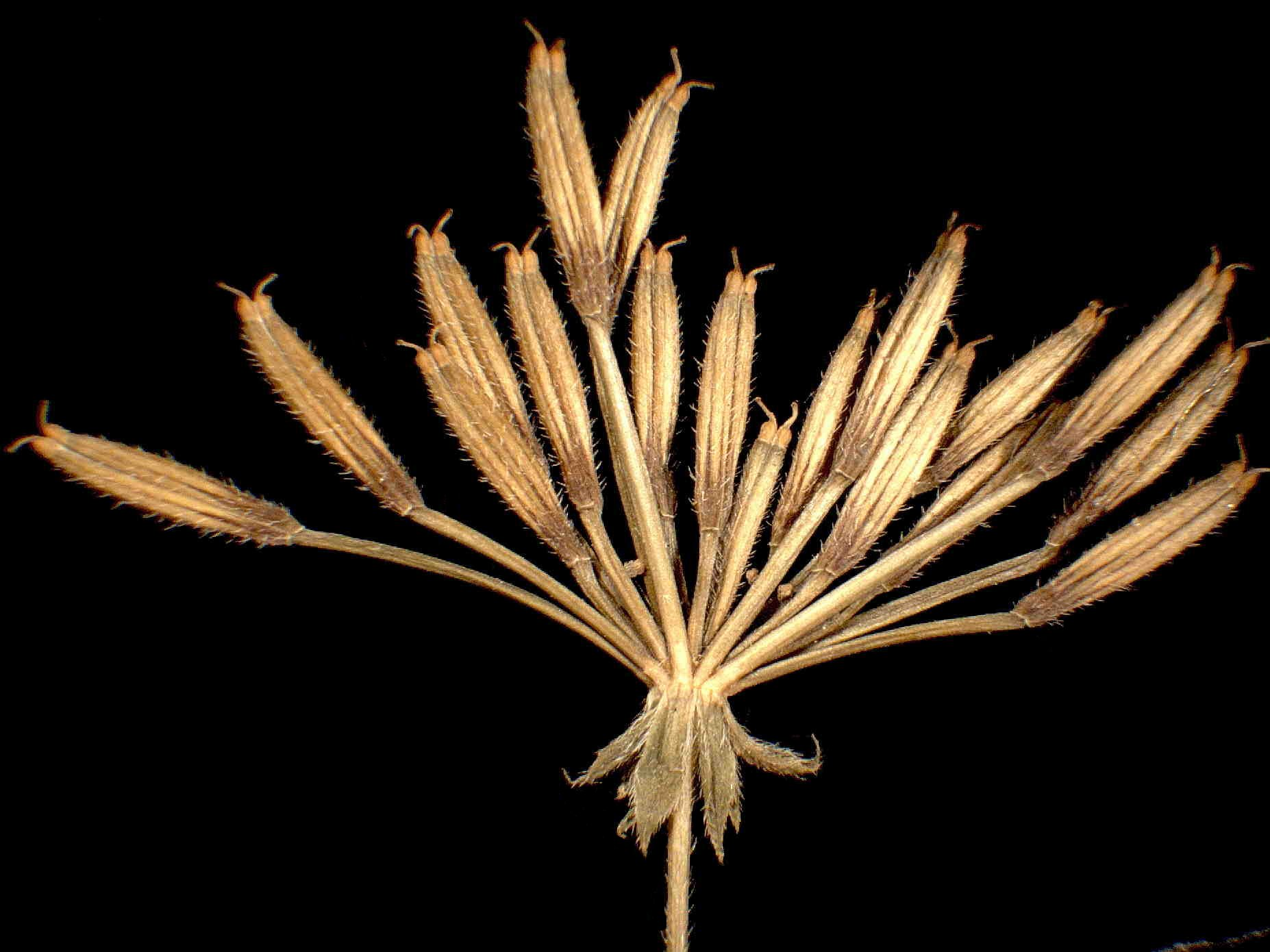
Fruchtstand mit Doppelachänen

### Vegetative Merkmale
Der Hecken-Kälberkropf wächst als zweijährige krautige Pflanze und erreicht Wuchshöhen von 30 bis 100, selten bis zu 140 Zentimetern. Als Speicherorgan dient eine spindelförmige Rübe. Pro Pflanzenexemplar werden mehrere verzweigte Stängel gebildet. Die Stängel sind im Querschnitt rund, aber leicht kantig und borstig behaart (Indument). Diese borstigen Trichome sorgen bei Berührung für schmerzhaften Hautkontakt. Zur Basis hin fallen die Stängel durch dunkelrote Flecken sowie durch keulenartige Verdickungen an den Verzweigungen auf, die dieser Pflanzengattung den Trivialnamen Kälberkropf eingebracht haben. Der Geruch des Hecken-Kälberkropf ist schwach würzig, an Möhren und Kümmel erinnernd.
Die wechselständig am Stängel angeordneten Laubblätter sind in Blattscheide und -spreite gegliedert. Die unteren Laubblätter sind gestielt, die oberen auf den länglichen Blattscheiden sitzend. Die Blattstiele sind oft schmutzig rot. Die Laubblätter sind mit meist anliegenden Trichomen kurz borstig-zottig behaart. Die Blattspreite ist doppelt bis dreifach gefiedert. Die Blatttzipfel letzter Ordnung sind breit-eiförmig mit stumpfem, kurz zugespitzt-stachelspitzig oberen Ende und teilweise gekerbt. Die Endabschnitte sind eiförmig mit stumpfem oberen Ende.

### Generative Merkmale
Die Blüten gruppieren sich in einem fünf- bis elfstrahligen, leicht gewölbten doppeldoldigen Blütenstand. Der Blütenstand ist vor dem Aufblühen überhängend und zur Anthese aufrecht oder etwas nickend. Die Doldenstrahlen sind mehr oder weniger rauborstig. Eine Hülle fehlt meist; wenn vorhanden, setzt sie sich aus nur ein bis zwei Hüllblättern zusammen. Die fünf bis acht oder neun Hüllchenblätter sind breit-lanzettlich und am Rand bewimpert; nach oben sind sie zugespitzt, zur Basis hin leicht verwachsen. Die Döldchen enthalten sieben bis 14 Blüten.
In den meisten Döldchen stehen am Rand sowie in der Mitte ausgesprochen vormännliche Zwitterblüten. Die übrigen Blüten der Döldchen sind männlich. Gelegentlich sind auch Döldchen zu finden, die nur zwittrige Blüten aufweisen.
Die männlichen und zwittrigen Blüten sind 2 bis 4 Millimeter breit. Von den fünf kahlen, reinweißen, selten rötlichen, sehr selten gelben Kronblättern zeigen die am Rand der Döldchen stehenden eine leichte Verlängerung von bis zu 1,5 Millimetern; sie können ausgerandet oder auch bis zur Hälfte eingeschnitten sein und sind nicht bewimpert. Die Griffeläste der zwei Griffel sind spreizend; ihre Länge entspricht derjenigen des zwiebelförmigen Griffelpolsters. Der zweifächrige Fruchtknoten ist unterständig.
Die Fruchtstiele sind ziemlich dick und halb so lang bis doppelt so lang wie die Frucht. Die dunkel-braune Doppelachäne ist 4 bis 6 (5 bis 7) Millimeter lang und weist zehn flache, schwach ausgeprägte, hell-braune Rillen auf.

### Chromosomensatz
Die Chromosomenzahl beträgt x = 7 oder 11; es liegt Diploidie mit einer Chromosomenzahl von 2n = 14 oder 24 vor.

## Ökologie und Phänologie
Die Blütezeit reicht von Mai bis Juli. Blütenökologisch handelt es sich um vormännliche „Nektar führende Scheibenblumen“ mit männlichen und zwittrigen Blüten (andromonözisch). Sie werden von Insekten bestäubt. Blütenbesucher sind Hymenopteren, Dipteren und Coleopteren.
Die Früchte verbleiben im Winter am Pflanzenexemplar (Wintersteher). Die Teilfrüchte werden beim Anstoßen der reifen, trockenen Stängel weit fortgeschleudert (Tierstreuer); vermutlich werden sie auch durch den Wind ausgebreitet. Die Früchte reifen von Juli bis September.
Der Hecken-Kälberkropf ist Wirtspflanzen für die Pilzarten Erysibe polygoni, Diaporthe berkeleyi und Puccinia chaerophylli.

## Vorkommen und Gefährdung
Die Verbreitungsgebiete des Hecken-Kälberkropf liegen im Großteil Europas außer in den nördlichsten und südlichsten Regionen, weiters in den nordwestafrikanischen Staaten Marokko, Algerien und Tunesien, in der nördlichen Türkei und der nördlichen Kaukasusregion. In Norwegen, Finnland und Lettland kommt der Hecken-Kälberkropf ein Neophyt. In Island fehlt der Hecken-Kälberkropf.
Die österreichischen Vorkommen sind häufig bis selten; in Osttirol ist der Hecken-Kälberkropf „ausgestorben“; die Kärntner Vorkommen sind unbeständig. Im Alpenbereich Österreichs sowie dem nördlichen und südöstlichen Alpenvorland gilt er als „gefährdet“.
In der Schweiz besiedelt er die kollin-montane Höhenstufe, insbesondere im Jura. Keine Vorkommen sind aus dem Engadin bestätigt. Der Hecken-Kälberkropf steigt im Puschlav bis in eine Höhenlage von 1050 Meter und im Jura von Neuenburg bis 1200 Meter auf.
Die ökologischen Zeigerwerte nach Landolt et al. 2010 sind in der Schweiz: Feuchtezahl F = 3 (mäßig feucht), Lichtzahl L = 3 (halbschattig), Reaktionszahl R = 3 (schwach sauer bis neutral), Temperaturzahl T = 4+ (warm-kollin), Nährstoffzahl N = 5 (sehr nährstoffreich bis überdüngt), Kontinentalitätszahl K = 2 (subozeanisch).
In Deutschland ist der Hecken-Kälberkropf in allen Bundesländern verbreitet, gemein in Nord- und West-Nordrhein-Westfalen und selten im Schwarzwald und Erzgebirge. Mit unbeständigen Vorkommen tritt der Hecken-Kälberkropf selten in Süd-Bayern auf.
Der Hecken-Kälberkropf wächst in Mitteleuropa an Waldrändern und auf Wiesen. Der Hecken-Kälberkropf wächst meist auf stickstoffreichen, feuchten Fluren, breitet sich aber durchaus auch in trockenerem Gelände aus. Der Hecken-Kälberkropf samt sich reichlich aus, ist aber trotzdem in manchen Gegenden stark zurückgegangen. Im pflanzensoziologischen System ist der Hecken-Kälberkropf eine Kennart der Knoblauchhederich-Saumgesellschaft (Alliario petiolati-Chaerophylletum temuli).

## Systematik
Die Erstveröffentlichung von Chaerophyllum temulum erfolgte 1753 durch Carl von Linné in Species Plantarum, Band 1, Seite 258. Ein Synonym für Chaerophyllum temulum L. ist Chaerophyllum temulentum L.

## Toxikologie
Tiere, die den Kälberkropf fressen, erleiden Lähmungen – sie taumeln. Die Giftwirkung ist wahrscheinlich auf den Gehalt am Polyin Falcarinol zurückzuführen. Vermutungen in der älteren Literatur über ein noch nicht isoliertes Alkaloid (Chaerophyllin) ließen sich nicht bestätigen. Für Menschen ist der Taumel-Kälberkropf aufgrund des geringen Toxingehalts nur schwach giftig. Frühere Berichte über starke bis tödliche Vergiftungen sind vermutlich auf Verwechslungen mit dem Gefleckten Schierling (Conium maculatum) zurückzuführen.
Es gibt noch weitere Kälberkropfarten, wie den Behaarten Kälberkropf, den Knolligen Kälberkropf oder den Gold-Kälberkropf. Diese sind jedoch nicht giftig.

## Trivialnamen
Für den Hecken-Kälberkropf bestehen bzw. bestanden auch die weiteren deutschsprachigen Trivialnamen: Alfbunkel, Taumelkerbel (Schlesien), Todtenkerbel (Thüringen), Tollkörbel und Tollkürbel.